# Iglesia de San Giobbe
La iglesia de San Job (del italiano: chiesa di San Giobbe) es una iglesia de culto católico de Venecia (Véneto, Italia), dedicada al santo Job. Se encuentra en el barrio Cannaregio, con vistas al campo y al río del mismo nombre (San Giobbe); es conocida como Sant'Agiopo en Venecia; está ubicada en la margen izquierda del canal de Cannaregio muy cerca del Ponte dei Tre Archi.
Es una de las cinco iglesias votivas construidas en Venecia después del inicio de la peste.

## Historia

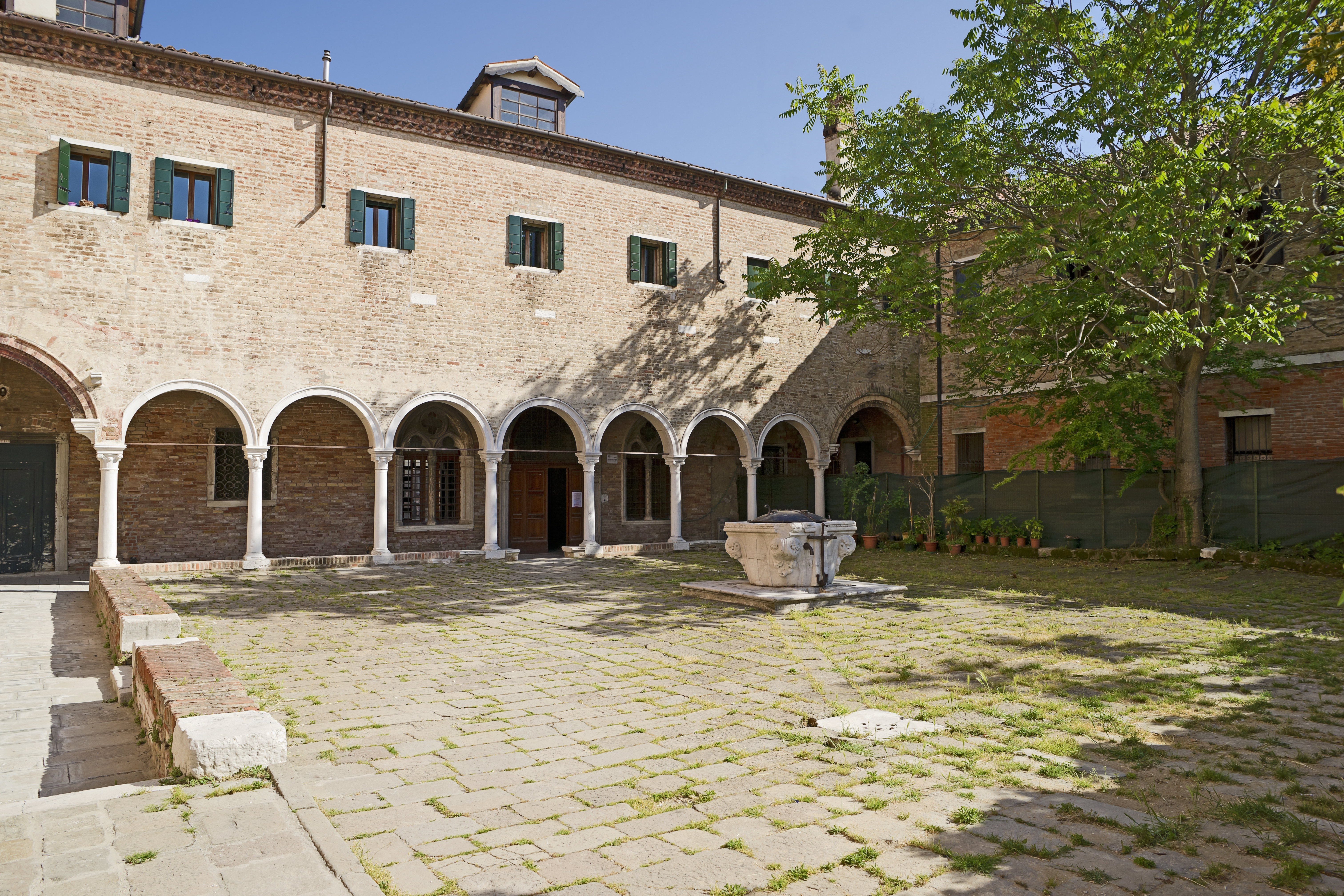
Claustro anexo a la iglesia.

En 1378 un hospicio con un pequeño oratorio adjunto dedicado a San Giobbe o santo Job fue iniciado en este sitio por Giovanni Contarini, en un terreno de su propiedad cerca de su casa. Fue terminado por su hija Lucía, con la ayuda de los Frailes Menores Observantes. El oratorio fue reemplazado por la actual iglesia por Bernardino de Siena, con el apoyo financiero del dux Cristoforo Moro (1462-1471) en agradecimiento por la profecía de Bernardino augurando que se convertiría en duque - Cristoforo donó 10 000 ducados para la construcción de las obras en 1471, tres meses antes de su muerte, y fue enterrado en la iglesia. Los trabajos comenzaron en 1450, se detuvieron hasta 1470, y fue consagrada en 1493, como uno de los primeros ejemplos de arquitectura renacentista en la ciudad. Fue iniciada por Antonio Gambello en estilo gótico y, cuando se empezó a trabajar de nuevo en 1470, completada por el escultor y arquitecto Pietro Lombardo en estilo renacentista, con el último diseño del actual arco del altar y la puerta principal, así como gran parte de la decoración de los interiores. 

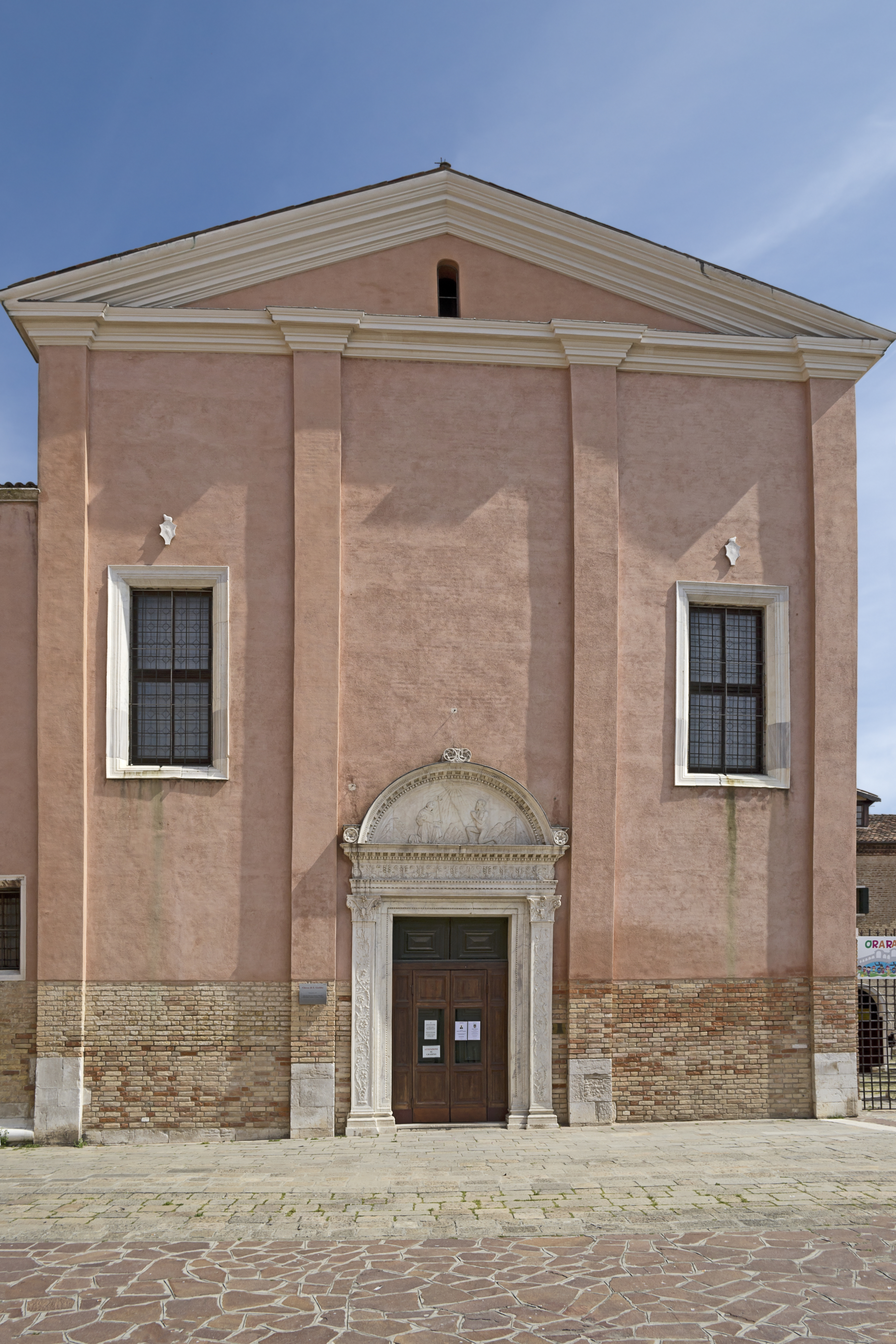
Fachada principal de la Iglesia de San Giobbe.

Contiene la tumba de René de Voyer de Paulmy d'Argenson, embajador francés en la República de Venecia, realizada por los escultores franceses Claude Perreau y Thomas Blanchet. Elementos decorativos en los altares, con obras de Vivarini, Pietro Lombardo, Luca Della Robbia, Basaiti y Bordone, así como el nacimiento (en italiano: "Il Presepio") de Gerolamo Savoldo de 1540 . También formaron parte de la decoración de la iglesia los cuadros Virgen entronizada con santos y ángeles de Giovanni Bellini y La presentación de Jesús en el templo de Vittore Carpaccio - estas obras se conservan actualmente en la Galería de la Academia de Venecia.
Decoración del templo

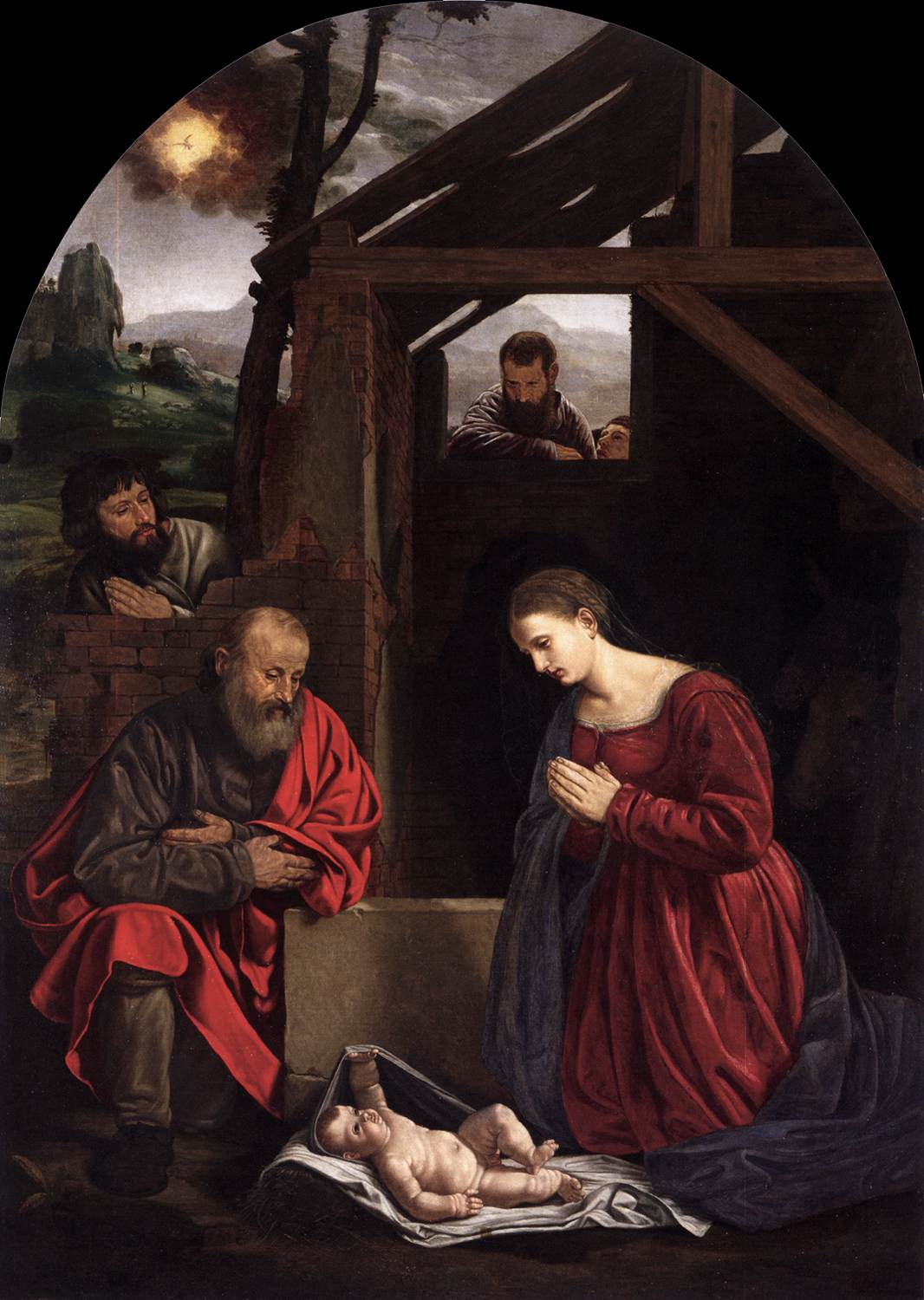
El nacimiento de Jesucristo de Gerolamo Savoldo de 1540. situado en la capilla Contarini.
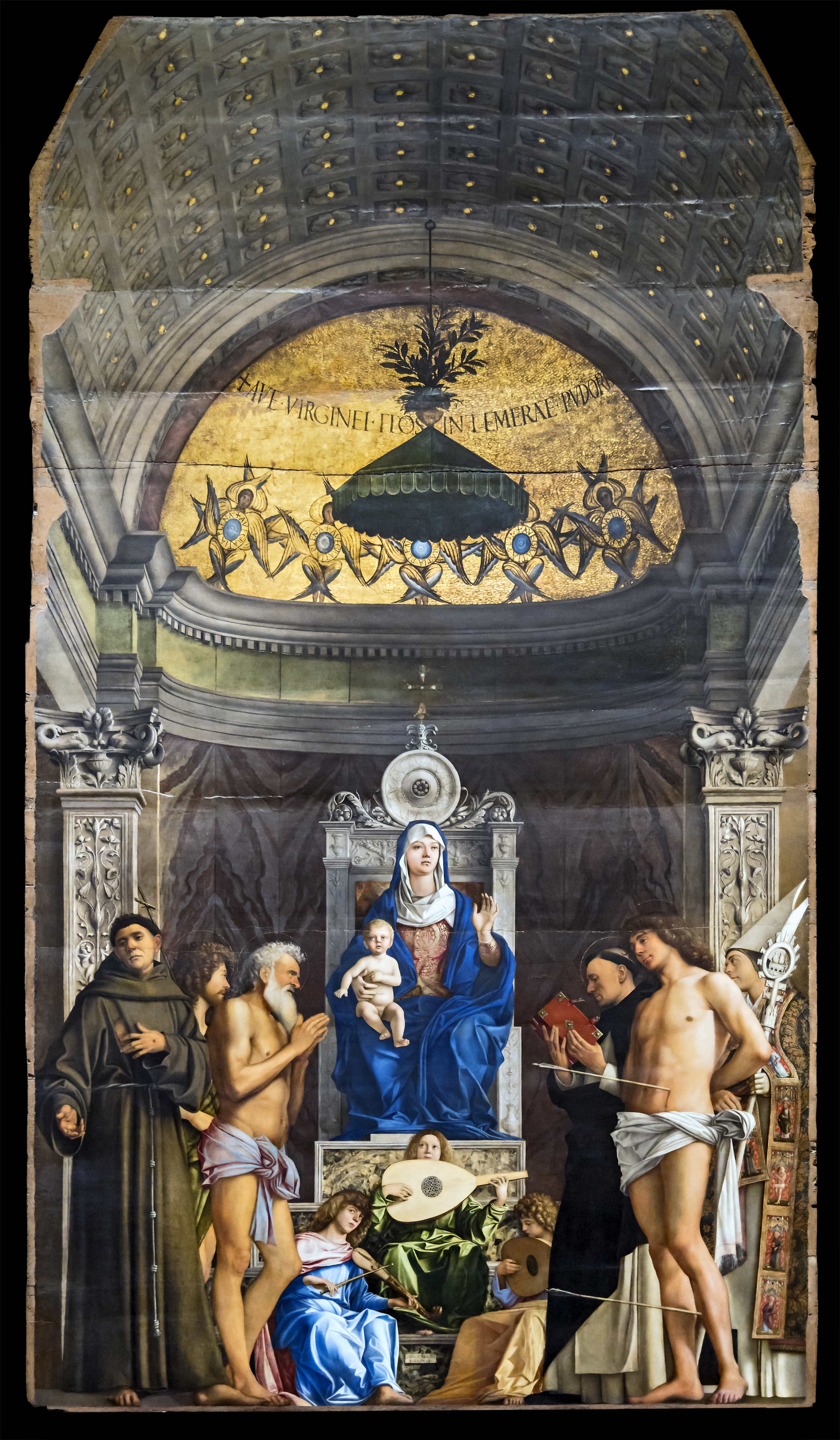
Pala de San Giobbe de Giovanni Bellini, hoy en la Galería de la Academia.
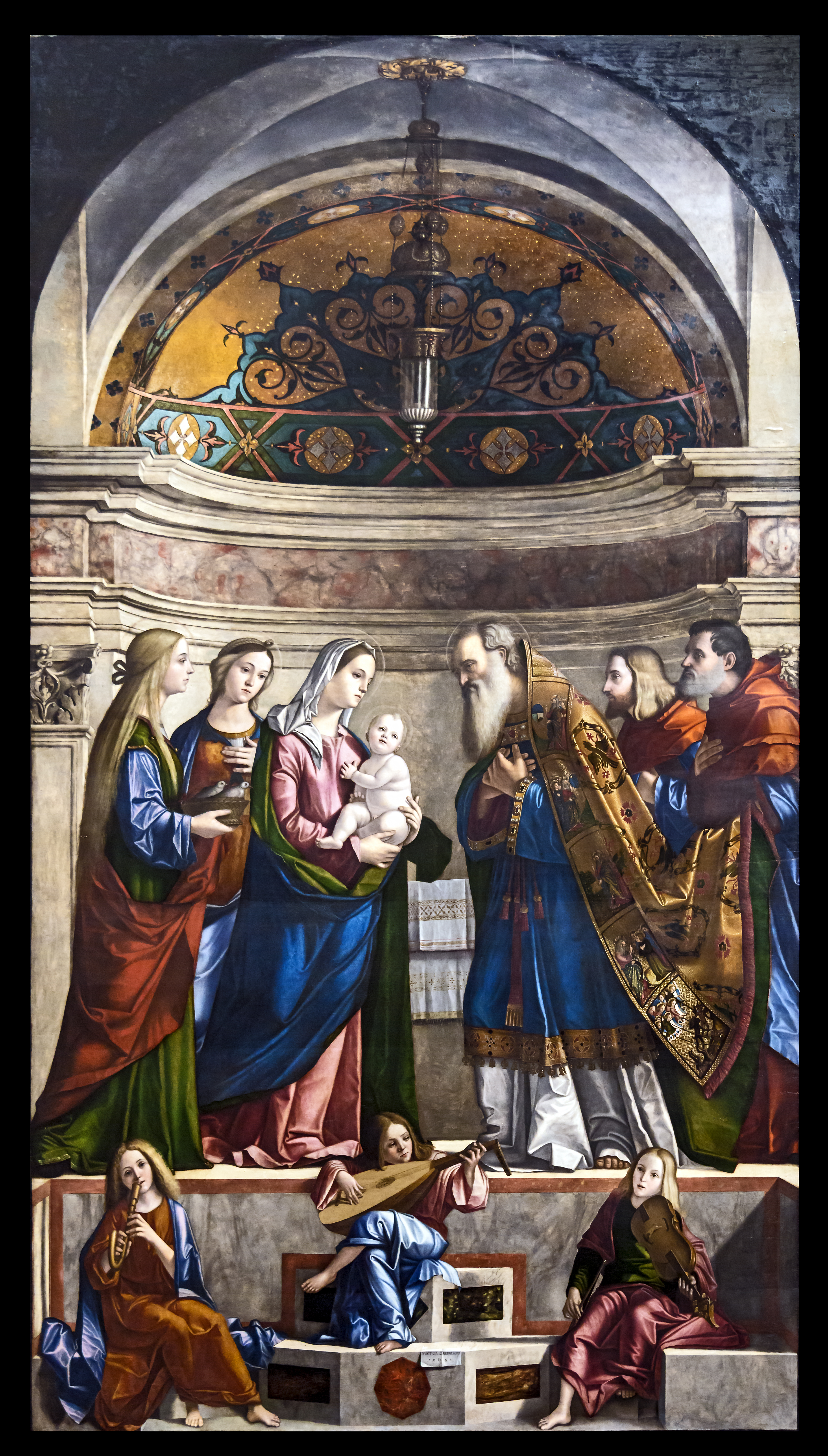
La presentación de Jesús en el templo de Vittore Carpaccio.

(pulsar sobre la imagen para agrandar) 
Un elemento excepcional de la iglesia es el techo de la capilla Martini. Se trata de un recubrimiento elaborado con terracota policromada. Probablemente proceda de los talleres de Luca della Robbia en Florencia, ya que la familia Martini provenía de la Toscana y en Venecia es tradición recubrir con mosaicos las capillas.